# Titanium (Lied)
Titanium ist ein Lied des französischen DJs und Produzenten David Guetta, das er zusammen mit der australischen Sängerin Sia aufgenommen hat. Das Lied wurde am  9. Dezember 2011 als vierte Singleauskopplung aus Guettas fünftem Studioalbum Nothing but the Beat veröffentlicht. Produziert wurde das Lied von Guetta sowie von den Musikproduzenten Giorgio Tuinfort und Afrojack.

## Hintergrund
Nachdem Guetta im Internet auf die Musik von Sia aufmerksam wurde, wählte er die Sängerin für die Mitwirkung auf seinem neuen Album aus. Bevor Sia den Song mit Guetta aufnahm, sendete sie eine Demoversion an verschiedene Künstler, wie an die US-amerikanische Sängerin Mary J. Blige. Die Version mit der Gesangseinlagen Blige tauchte bereits vor der Veröffentlichung im Juli 2011 als Leak im Internet auf. Guetta bezeichnete diesen Vorfall als „nervig“, da ursprünglich „niemand davon wissen sollte“ und er sich dazu auch „nicht weiter äußern“ wolle. Eine weitere Empfängerin der Demo war die US-amerikanischen Sängerin Katy Perry, die diese jedoch ablehnte. Laut Sias Manager Jonathan Daniel von Crush Management ging Sia davon aus, dass die US-amerikanische R&B-Musikerin Alicia Keys die Stimme für Titanium sein würde. Guetta überlegte zunächst noch, weitere Sängerinnen für den Song ins Studio zu holen, woraufhin Perry ihm jedoch dazu riet, Sia auf dem Song zu lassen. Guetta folgte letztendlich diesem Vorschlag. Wie Sia in einem Interview mit dem National Public Radio preisgab, hätte Guetta sie über die Tatsache, dass sie auf dem Album zu hören sein würde, nicht in Kenntnis gesetzt:

„Und dann sang Mary J. Blige es. Und dann nahm er ihre Stimme vom Song herunter und fügte meinen Gesang wieder hinzu, meinen Demo-Gesang, ohne zu fragen, und veröffentlichte das Ganze. Und ich wusste gar nicht, dass es passieren würde und war wirklich verärgert, weil ich mich gerade zurückgezogen hatte, ich versuchte eine Pop-Songwriterin zu sein, keine Künstlerin.“

In einem Interview mit dem Koproduzenten Afrojack, erzählte dieser, dass Guetta ihm kurz vor Veröffentlichung anbot, ihn als mitwirkenden Interpreten anzugeben. Afrojack lehnte den Vorschlag ab, da Titanium nicht zu seinem derzeitigen Stil passen würde. Er fügte hinzu, dass er diese Aussage seit der Veröffentlichung des Songs als naiv und arrogant ansehen würde.

## Musikvideo
In dem Video zu dem Song spielen weder Guetta noch Sia mit. Es handelt von einem kleinen Jungen, der von dem US-amerikanischen Schauspieler Ryan Lee gespielt wird. Der Junge verfügt über übernatürliche Kräfte und läuft in dem Video vor US-amerikanischen Spezialeinheiten der Polizei davon. Die offizielle Premiere des Videos fand am 21. Dezember 2011 statt. Das Musikvideo spielt in der Dorval High School in Québec in Kanada.

## Rezensionen
Einige Kritiker bezeichnen das Lied als einen der Leittitel des Albums. Das Musikmagazin Billboard beschrieb den Song als Guettas eigenartigsten und zugleich epischsten Song. Der Kritiker Joe Copplestone von dem Onlinemagazin PopMatters befand, dass „die Songs des Albums Nothing but the beat wie Titanium und Night of Your Life die Stärke aus Guettas früheren Zusammenarbeiten mit der US-amerikanischen Sängerin Kelly Rowland mit When Love Takes Over und Commander wieder aufleben lassen würden“. Des Weiteren gibt es beim anfänglichen Gitarren-Riff eine starke Ähnlichkeit mit dem Beginn von Every Breath You Take der Gruppe The Police.

## Kommerzieller Erfolg

### Chartplatzierungen
Titanium entwickelte sich zu einem weltweiten Erfolg. Bereits zur Veröffentlichung des Liedes als Promo-Single erreichte das Lied Top-10-Platzierung in unterschiedlichen Ländern. Im Laufe der folgenden Monate hielt der Erfolg an und in vier Ländern konnte sich das Lied an der Chartspitze platzieren. Neben den USA, wo erst im Juli 2012 die USA die Spitzenposition erreicht wurde, standen Guetta und Sia in über 25 Ländern in den Top 10. Verteilt auf 2011 und 2012 platzierte sich der Song auch in den Jahrescharts verschiedener Länder. Für Sia war die Single der erste weltweite Erfolg, während David Guetta mit der Single seinen achten Top-10-Erfolg in Deutschland und seinen vierte Nummer-eins-Hit in Großbritannien feierte.
Auf der Streaming-Plattform Spotify verzeichnet das Lied bisher mehr als 1,16 Milliarden Streams (Stand: Juli 2022).
| ChartsChartplatzierungen       | Höchstplatzierung | Wochen |
| ------------------------------ | ----------------- | ------ |
| Australien (ARIA)              | 5 (38 Wo.)        | 38     |
| Deutschland (GfK)              | 5 (49 Wo.)        | 49     |
| Frankreich (SNEP)              | 3 (149 Wo.)       | 149    |
| Österreich (Ö3)                | 3 (45 Wo.)        | 45     |
| Schweiz (IFPI)                 | 9 (77 Wo.)        | 77     |
| Vereinigte Staaten (Billboard) | 7 (33 Wo.)        | 33     |
| Vereinigtes Königreich (OCC)   | 1 (87 Wo.)        | 87     |

| ChartsJahrescharts (2011) | Platzierung |
| ------------------------- | ----------- |
| Australien (ARIA)         | 18          |
| Deutschland (GfK)         | 25          |
| Österreich (Ö3)           | 21          |
| Schweiz (IFPI)            | 56          |

| ChartsJahrescharts (2012)      | Platzierung |
| ------------------------------ | ----------- |
| Deutschland (GfK)              | 80          |
| Frankreich (SNEP)              | 27          |
| Schweiz (IFPI)                 | 25          |
| Vereinigte Staaten (Billboard) | 24          |
| Vereinigtes Königreich (OCC)   | 4           |

| ChartsJahrescharts (2013) | Platzierung |
| ------------------------- | ----------- |
| Frankreich (SNEP)         | 140         |

| ChartsJahrescharts (2015) | Platzierung |
| ------------------------- | ----------- |
| Frankreich (SNEP)         | 168         |

| ChartsJahrescharts (2010–2019) | Platzierung |
| ------------------------------ | ----------- |
| Österreich (Ö3)                | 67          |
| Vereinigtes Königreich (OCC)   | 31          |

### Auszeichnungen für Musikverkäufe
| Land/Region                  | Auszeichnungen für Musikverkäufe (Land/Region, Auszeichnung, Verkäufe) | Verkäufe   |
| ---------------------------- | ---------------------------------------------------------------------- | ---------- |
| Australien (ARIA)            | 5× Platin                                                              | 350.000    |
| Belgien (BRMA)               | 2× Platin                                                              | 60.000     |
| Brasilien (PMB)              | Platin                                                                 | 60.000     |
| Dänemark (IFPI)              | Platin                                                                 | 30.000     |
| Deutschland (BVMI)           | 2× Platin                                                              | 1.200.000  |
| Finnland (IFPI)              | Gold                                                                   | 6.534      |
| Frankreich (SNEP)            | Gold                                                                   | 169.900    |
| Italien (FIMI)               | 4× Platin                                                              | 120.000    |
| Mexiko (AMPROFON)            | 2× Platin                                                              | 120.000    |
| Neuseeland (RMNZ)            | 7× Platin                                                              | 210.000    |
| Österreich (IFPI)            | Platin                                                                 | 30.000     |
| Portugal (AFP)               | Platin                                                                 | 10.000     |
| Schweiz (IFPI)               | 2× Platin                                                              | 60.000     |
| Spanien (Promusicae)         | 3× Platin                                                              | 180.000    |
| Vereinigte Staaten (RIAA)    | 5× Platin                                                              | 5.000.000  |
| Vereinigtes Königreich (BPI) | 5× Platin                                                              | 3.000.000  |
| Insgesamt                    | 2× Gold · 41× Platin ·                                                 | 10.606.434 |

Hauptartikel: David Guetta/Auszeichnungen für Musikverkäufe